# Kirkland C. Barker
Pour les articles homonymes, voir Barker.
Kirkland Charles Barker (né le 8 septembre 1819 à Schuyler et mort le 20 mai 1875 à Grosse Île) fut maire de Detroit, dans le Michigan.